# 夏洛 (新澤西州)
夏洛（英語：Shiloh）是位於美國新澤西州坎伯蘭縣的自治市鎮。

## 人口
根據2020年美國人口普查的數據，夏洛的面積為3.12平方千米，皆為陸地。當地共有人口444人，而人口密度為每平方千米142人。